# Výtvarné umění 2. poloviny 20. století
Hlavními obory výtvarného umění 2. poloviny 20. století je malířství, sochařství a architektura, ale zároveň se prosazují nové konceptuální umělecké směry, jako minimal art, land art videoart, bodyart, performance,... Každý umělec používá jinou výtvarnou techniku, jako jsou například kresba, malba nebo grafika, v dnešní době se však neustále začínají používat nové umělecké techniky a nová média. Dílo malíře, sochaře, nebo architekta má diváka oslovit a „přinutit“ k zamyšlení, o čem daný obraz vlastně vypovídá. Mezi divákem a autorem díla je určité spojení, které nutí diváka se do díla vžít a vtáhne ho do pocitů, která autor při tvorbě prožíval.

## Výtvarný směr a jeho tendence

### Abstraktní malířství

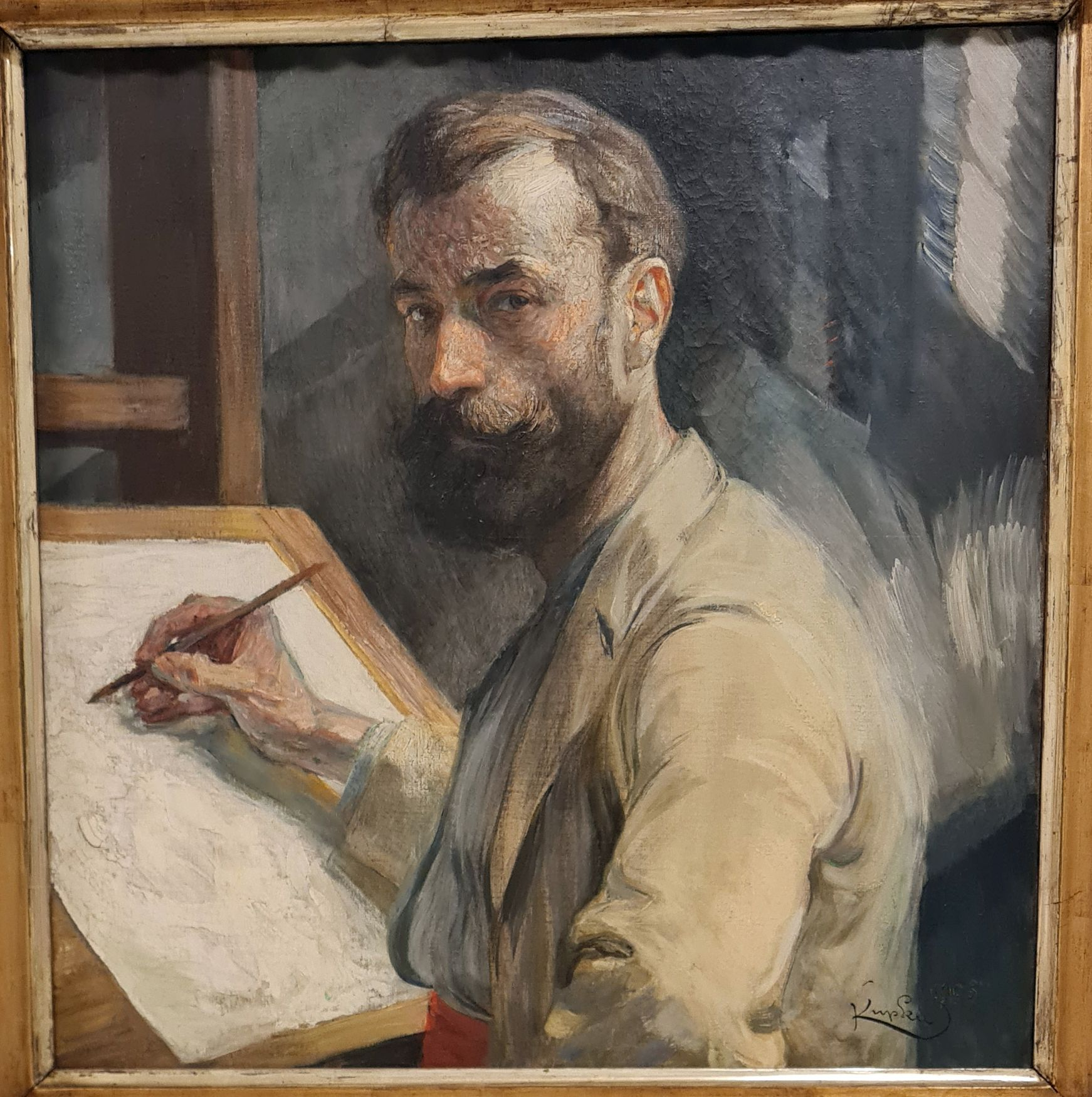
František Kupka: Autoportrét (1905), Národní galerie Praha

Hlavními představiteli abstraktního malířství jsou Vasilij Kandinskij a František Kupka (prvenství je sporné),Později se tomuto směru říkalo neoplasticismus a hlavním představitelem byl Piet Mondrian, který se přikláněl k harmonii a rovnováze. Dalším novým názvem byl Orfismus (umění). Orfismus je umělecký směr, který znamená hudební dojmy díky lineárním prvkům a barevných ploch. Tvorba a technika se podobala pocitům hudby. Hlavními představiteli tohoto směru byli Robert Delaunay a František Kupka. Dalším novým uměleckým směrem byl suprematismus a zakladatelem je Kazimir Malevič. Jeho nejznámější tvorbou je Černý čtverec na bílém pozadí. Jeho abstraktní umění mělo nulový bod.

### Abstraktní expresionismus a lyrická abstrakce
Abstraktní expresionismus vznikl již po 2. světové válce a to ve Spojených státech. Abstraktní expresionismus v Americe je prvním samostatným uměleckým směrem, jako například umění evropské. Je také inspirací pro jiná umění, hlavně pro ta evropská. Styl je údajně čerpán jakousi energií, kterou potom umělci vytvářeli svá díla. Opět se malovalo na plátnech, kdy svými malbami chtěli umělci říct, že malovali pod hlubokými emocemi, které vycházely přímo z umělcovy osobnosti. Toto umění představuje pocity, protest proti tehdejšímu realismu, kdy do pozadí jde racionální uvažování a tito abstraktní malíři jsou z velké geografické oblasti. Zvláštním místem pro toto umění je tzv. abstraktní pařížská škola, kde lyrická abstrakce splývá se směrem tachismus, který vznikl ve Francii. („La tache“ [taš] znamená „skvrna“.) Umělci tohoto umění hledali inspiraci v primitivním umění. První výstavy abstraktních expresionistů se začaly konat již ve 40. letech 20. století a to v newyorských galeriích.
Lyrická abstrakce vznikla v 60. letech 20. století. Lyrická abstrakce splývala s abstraktním expresionismem, ale jinak se od jiných umění v té době velice lišila, například od Pop-artu a Minimalismu, které byly neosobního rázu. Zprvu Lyrická abstrakce nebyla uznávaná, ale později ji přijali stejně dobře, jako abstraktní expresionismus. Obrazy tohoto umění vyjadřovaly lidské pocity. Umělci malovali opět na plátna a tvořili pod hlubokou meditací. Nepoužívali k vytvoření díla energii jako expresionisté, ale používali tzv. air-brush, což je nanášení kapaliny stříkáním na povrch předmětu, či plátna. Poté se na barvu fouklo trubicí, která funguje na principu podtlaku. Umělci byli spontánní a v díle vyjadřovali iluze prostoru.
Hlavními představiteli toho umění jsou Hans Hartung, Němec žijící v Paříži. Jeho tvorba byla blízká orientální kaligrafii. Mark Tobey je klasik amerického moderního malířství a tvůrcem jemných abstraktních struktur. Mark Tobey byl ovlivněn orientální filozofií, vnímal plátna jako svět ticha a tajemství. Jeho díla jsou například Bílý pohyb a Záření města. W. Schulze zvaný Wols byl malíř Němec.[ujasnit]

### Akční malba
V tomto umění byl kladen důraz na akt malířské tvorby. Akční malba má mnoho společného s tzv. tachismem. Umění zvané akční malba vznikla v druhé polovině 40. let v USA. Malba v tomto umění nabyla rázu fyzické záležitosti a umělci se motivovali nadsmyslovou taktikou, kterou používali především k malbě na plátnech. Akční malba bylo již samostatné umění, které nebylo vázané na žádné jiné umění a to především na to evropské umění. Barvy byly nanášena přímo z tuby a plechovky. Akční malba si jako volné umění vytvořilo již svůj osobitý malířský styl. Akční malba vznikala souběžně s abstraktním expresionismem.
Hlavním představitelem byl Jackson Pollock, který na plátna na ležící obraz (jak už je jednou zmíněno) vymačkal barvy přímo z tuby nebo lil barvy na obraz z plechovek. Používal i písek a drcené sklo. Barvy byly nanášeny na plátno impulzivně, což tvořilo tvorbu neohraničených struktur. Používal metodu dripping, což je rozstřikování barvy.po plátně Další metodou je metoda splash painting, což je cákání barvy štětcem špachtlí nebo nožem. Jeho hlavním dílem bylo Kompozice č.13.

### Informel
Toto umění vyjadřuje spontánnost projevu a svobodu (informel – informální, ne-formální, bez formy). Silné vrstvy barev jsou na obrazech často doplněny materiály dosud vnímanými jako nevýtvarné: štěrkem, pískem nebo sádrou. Informel se s postupem doby rozšířil do Německa, Itálie, Španělska a příznivce našel i v Japonsku. Kompozičně pracuje s nejjednoduššími abstraktními tvary (čtverec, čára), které expresivně dotváří. Nevylučuje ovšem kombinaci s lyrickou abstrakcí. 
Informel je spojován s uměním Art Brut. Inspiraci v informelu našli také umělci tachismu. S informelem souvisí mj. lettrismus, který vznikl ve Francii jako nový básnický směr bořící dosud zažitá pravidla.
V Čechách je za blízkou informelu pokládána např. zralá tvorba malíře Mikuláše Medka. Nástup informelu, směru čistě abstraktního, s velkým předstihem ohlásil Vladimír Boudník.

### Kinetické umění a op-art
Tyto umění vyjadřují tematizaci pohybu, tzv. výrazový prostředek. Kinetické umění znamená skutečně pohybující se objekty a Op-art znamená iluze pohybu.
Kinetické umění je rozsáhlá umělecká činnost a využívá pohyb k řešení vztahů mezi jím, prostorem a světlem. Vzniklo počátkem 20. století v Evropě. Kinetické umění vychází z fyziky a dynamiky v přírodě. Pohyb na obrazech je detailní – závan větru, malé otřesy, magnetické pole. Obrazy jsou pohybující se barevná světla – lasery, účinek vzácných plynů a rtuťové páry. Celkový dojem z díla měl dodat vztah mezi prostorem, pohybem a světlem. Kinetická konstrukce či socha obsahovala pohyblivé části, které mohli být rozpohybovány prouděním vzduchu, rukou umělce nebo pozorovatelem a nebo také motorem. Kinetické umění mělo velký rozmach v 50. letech a to ve Spojených státech, ale objekty mělo už v dadaismu.
Hlavní představitel je Alexandr Calder, který byl tvůrce objektů tzv.: mobil a stabil (pohybující se a nepohybující se).
Op-art je zaměřen na nedokonalost lidského oka, jak lze oko oklamat a vyvolat dojem pohybu. Op-art vyjadřoval dojem pohybu, zrcadlení, prostoru, rotace pomocí geometrických tvarů, linek a kombinací barev. Počítá s fyziologickými zákony zrakového vnímání a je tvořen s maximálním rozmyslem.
Hlavními představiteli jsou Viktor Vasarely, maďar žijící v Paříži. Jeho obrazy vyjadřovaly hloubku prostoru, iluze pohybu, barevnost, která měla za následek deformace plochy. Bridget Rileyová, britská umělkyně, která vytvářela pohyblivé prostory tak, že roztěkali lidské oko a nutí sledovat pohybující se linie.

### Minimalismus
Toto umění vzniklo v 60. letech 20. století v Americe a byl to 1. internacionální sloh. Minimalismus rozvíjí jednoduché geometrické zákonitosti, obsahy osobní zkušenosti a usiluje o dosažení esenciálních obsahů oproštěných od náhodných příběhů a subjektivních hledisek. Minimalismu oponuje současný hyperrealismus a snaha minimalizovat vnější svět. Toto umění je abstraktní, ale nemá nic společného s abstraktním expresionismem. Jeho umění je zjednodušená tendence a v dílech jsou použity stejné tvary a neutrální čisté povrchy.

## Druhý směr a jeho tendence
Tyto směry se vracejí k zobrazování skutečnosti:

### Pop-art
Toto umění vzniklo v 50. letech v USA a Anglii. V této době probíhala reakce mladé generace na tendence abstraktního expresionismu, kdy vyčítali izolovanost od reality. Pop-art zdůrazňoval kýčovnost, barevnost a hlavně věřil ironii. Pozornost zaměřovali k prostředí, kde žili, v umění to byly obchodní reklamy a komiksové seriály. Richard Hamilton předjímá pop-artové motivy kulturismu, pin-up girl, zpěváka pop-music a magnetofon. Anglický Pop-art kritizoval a ironizoval společnost a USA Pop-art kritizovala tradice dadaistů. V tomto umění se nehledají pocity, ale snaží se vytvořit pocit porozumění. Původní jevem v Pop-artu byl happening. Pop-art byl pro obyčejné lidi. Byl jednoduchý a nebyl složitý po duchovní stránce, , což se nedá říct o abstraktním expresionismu.
Hlavními představiteli jsou Robert Rauschenberg, který používal metodu koláží a asambláží ve své tvorbě; Roy Lichtenstein, který používal tvorbu z obrazových materiálů – comics; Andy Warhol, který používal techniku serigrafie, což byl sítotisk, kdy na plátna přenášel fotografie a stavil obrazy vedle sebe, což dohromady dávalo jeden motiv. Používal seriálové variace, což byl důkaz zmechanizování moderního světa. Jeho díla jsou Cambellova polévka, cyklus Marilyn Monroe, Mao, Lenin a mnoho dalších.

### Nová figurace
Toto umění vzniklo v 60. letech a základem byla idea člověka ve fyzické podobě, zobrazována naturalisticky nebo pomocí fotografie, art brutu, informelu nebo objektu, citace a parafráze, což má rozrušit obraz člověka. Výraz na plátně intenzitu nočních můr a porušení lidských forem. Nová figurace znamená filosofii obrazu světa a hlavní je, že to není styl. V umění Nová figurace se zdůrazňují lidské postavy a emoce. V tomto umění se vyskytují různé tendence představitelů. První tendencí byl neoexpresionismus, který patřil do pop-artu a hlavními představiteli byli Francis Bacon, A. Segui, M. Pistolleto a A. Saura. Druhou tendencí byla narativní figurace, který představoval expresionistický naturalismus s vulgarizujícím akcentem. Třetí tendencí byl nový realismus a hlavními představiteli byli Yves Klein, Arman, Daniel Spoerri.
Hlavním představitelem je Francis Bacon tvořil sám a byl soustředěn k problémům vlastního díla. Ztvárňoval člověka ve zvláštním křivém zrcadle. Plátna vyjadřovala otevřenost a odhaloval lidskou živočišnost, těla v divných křečích a ústa křičící v šklebu. Jeho dílo vyjadřovalo existenciální pocity jako je rozervanost a osamělost lidské existence v současnosti.

### Hyperrealismus
Je to mezinárodní umělecký směr, který vznikl v pozdních 60. letech. Hyperrealismu se také říká Fotorealismus. Občas proto nebylo na první pohled možné rozeznat malbu od fotografie. Pod vlivem Pop-artu reakce na minimal a konceptual. Toto umění pravidelně zobrazuje viděné a každodenní skutečnosti, zachycuje výrazy tváře, postoje, gesta nestředěných okamžiků. Zobrazuje syrovou realitu jako jsou rodinné výlety, portréty a výlohy se zbožím. Působí zde preciznost malby ( akrylové malby ), použití s fotografickými předlohami, fotomontáže a projekce fotek na plátno.
Hlavními představiteli jsou Chuck Close a jeho dílo Richard. Howard Kanovitz a jeho dílo Gardiózní klavír. Donald Eddy a jeho dílo Volkswagen.

## Třetí směr a jeho tendence

### Konceptuální umění
Konceptuální umění vzniklo v polovině 60. letech. Umělec odmítal jakékoliv metody výtvarného umění. V širším smyslu rozumíme konceptuálním uměním umění, kdy rozhodující věcí je idea a vytvořený předmět. Vzdává se realizace v materiálu a vyjadřuje se formou návrhů (konceptů).
V užším smyslu rozumíme konceptuální umění, což je výraz zastřešující označení pro postupy, kdy hlavním prostředkem byla myšlenka a nelogické závěry ve svých dílech. Umělcova myšlenka byla subjektivní a občas se vyznal více v cizím díle, než v tom svém. V 60. letech překračují předmětný charakter umělecké tvorby, kdy je použita realizace „živé“ tvorby před diváky = akční umění, happening, performance, body art, land art a instalace.
Hlavními uměními jsou:
Akční umění, které vzniklo v 60. – 80. letech, ale kořeny mělo již ve starém Řecku. Vše se odehrává v akci, které nejsou statické. Vyjádření je v prostoru a čase, kdy je umění společně s dějem v činu, je živé a žité.
Po válce vznikly v Akčním umění 3 další hlavní pojmy a těmi jsou happening, event jako předznamenání umění instalace a performance, čímž byl v 70. letech typický body art(= malby na tělo, tetování nebi i piercing). Dalšími vedlejšími pojmy byly Land art a Instalace.
Happening, je umění časované, pomíjivé a ruší předěl mezi uměním a životem. Happeningy jsou kolektivní akce, kdy bylo zapojeno publikum. Zakladatelem tohoto umění byl Allan Kaprow a organizací bylo hnutí Fluxus.
Hlavními představiteli jsou John Cage, hudebník, skladatel, který zorganizoval koncert, kde dirigoval přátele ze žebříčku. Allan Kaprow a jeho dílo 100 pneumatik 50 sudů.
Wolf Vostell a jeho dílo V Ulmu, o Ulmu a kolem Ulmu. Joseph Beyus, který měl na starost akce skupiny Fluxus.
Event předznamenal budoucí instalační umění. V tomto umění byla každá tvůrčí událost s jednotnou základní myšlenkou. Akce sloužily jako prověření k nosné myšlence a je minimalizován. Umění je úsporné na užité prostředky.
Performance ( = představení ), v tomto umění nejsou žádné rozdíly mezi uměním a životem. Má pevný scénář a je plánovaným mechanismem vnímání, které je směřované k divákům. V obsahu je použita názorová pluralita, kterou dekóduje performer a nabízí jí divákům.
Hlavními představiteli jsou Joseph Beuys a jeho dílo Jak vysvětlíme obrazy mrtvému zajíci. Ulay-Ambramovičová, která v dílech použila akce s chřestýšem a bumerangem a s lukem a šípem. Tomáš Ruller a jeho dílo Pakulení, Oslava přeletu ptáků, Být či nebýt.
Body art vzniklo v 70. letech a byl projevem performance. Umělec v tomto umění byl autor díla i autorem sebe sama. Cílem tohoto umění bylo překonat mediální charakter umění a obejít se bez zprostředkujících článků. Divák musel poselství doplnit sám a byl tak motivován ke spolupráci.
Hlavními představiteli jsou Stuart Brisley, Denis Oppenheim a Uwe Poth, kteří kreslili kolem sebe. Yves Klein a jeho dílo Antropometrie, kdy dílo vytvořil otisky na plátně.
Land art je umělecký směr 60. – 70. let, který vznikl v USA. Toto umění bylo realizováno formováním přírodních a civilizačních útvarů s odkazem. Toto umění bylo zpřístupněno široké veřejnosti a konečně upadlo malování na plátna a vystavování v galeriích. V dílech byly používány přírodní materiály, jako jsou například kameny, rostliny, hlína, nebo i dřevo. Tato díla byla vystavována mimo prostory galerií ve volné přírodě. Venku pak byly vystaveny různým povětrnostním vlivům, kde se pak zcela změnila. Z útvarů to byly například Prehistorické výtvory mytických civilizací a hlavním představitel byl Robert Smithson. Dalším útvarem byly Intimní vztahy k přírodnímu prostoru a hlavním představitelem byl D. Oppenheim. Dalším útvarem byly Paradoxní stránky současné civilizace a hlavním představitele byl Christo. Dalším útvarem byla Kosmická dimenze pozemského světa. Díla byla velmi nákladná a po určité době je nikdo nechtěl financovat. Nakonec se po určité době dalo dohromady pár umělců a vystavovaly díla po celé Evropě.
Hlavními představiteli jsou Robert Smithson a jeho díla Zlomený kruh, Spirálové molo, které je vyznačeno na solném jezeře.
Michael Heizer a jeho dílo Dvojitý negativ ( Dvojí přemístění ), které znázorňovalo 40 000 tun zeminy v Nevadě. Corsin Fontana a jeho dílo Akce s hadicemi, které bylo znázorněno v okolí Basileji. Christo a jeho dílo Údolní opona, která byla znázorněna v Coloradu a znázorňuje zabalený Říšský sněm.
Jan Dibbets a jeho dílo Opravená perspektiva, které znázorňuje lano na trávě. Mark Boyle a jeho galerijní typy Vzorky půdy z londýnské série. Richard Long a jeho dílo Švýcarský granitový kruh, který znázorňuje magické spirály sestavené z kamenů, kruhy a symbolické geometrické tvary.
Instalace je způsob umělecké tvorby a vznikla v 70. letech. Důraz byl kladen na odmítání produkce uměleckých děl. Umělecké dílo se tvoří v mysli diváka, ale procesní a předmětná stránka je v rovnováze.
Hlavními představiteli jsou Joseph Beuys a jeho díla Terremoto, Židle s tukem, Medová pumpa, která znázorňuje složitý systém potrubí. Tímto potrubím je proháněno 3 centry medu, což značí krevní oběh společnosti. Chris Boltanski a Richard Long a jeho dílo Švýcarský granitový kruh, který znázorňuje magické spirály sestavené z kamenů, kruhy a symbolické geometrické tvary.